# Casa de Dampierre

El escudo de armas utilizado por la familia

La familia Dampierre tuvo un importante papel durante la Edad Media. Recibe su nombre de Dampierre, en la región de Champagne, donde se registran los primeros hechos destacados de la familia, que llegarían a ocupar los cargos y honores de Condes de Flandes, Condes de Nevers, Condes y Duques de Rethel, Condes de Artois y Condes de Borgoña.
Guido II de Dampierre se convirtió, gracias a su matrimonio con Matilde de Borbón, en señor de Borbón, siendo el progenitor de la Casa de Borbón-Dampierre.
La línea principal se extinguió tras la muerte de Margarita III en marzo de 1405. Fue sucedida en Flandes, Artois, Nevers y Borgoña por su hijo mayor Juan el Intrépido y en Rethel por su hijo menor Antonio, desde donde arranca la Casa de Valois-Borgoña. La línea cadete, que surgió de un hijo menor de Guido I, gobernante de Namur, terminó en 1429. El primer miembro conocido de la Casa de Dampierre es Guido I de Dampierre, bisnieto de Guido I de Montlhéry a través de su hijo Milo I de Montlhéry.
Los miembros de la Casa de Dampierre mantuvieron un antagonismo histórico con la Casa de Avesnes.

## Origen de la Casa: disputa entre Dampierre y Avesnes
Balduino, el primer emperador del Imperio Latino de Constantinopla, era también Conde de Flandes y Conde de Henao. Sin descendencia masculina, fue sucedido por sus hijas Juana (1205 - 1244) y Margarita II (1244 - 1280).
En 1212 Margarita II se casó Bouchard de Avesnes, un importante noble de Henao. Aparentemente, se trató de un matrimonio por amor, aunque recibió la aprobación de Juana, la hermana de Margarita, que se había casado también en esas fechas. Ambas hermanas se enfrentaron después por la parte de herencia que le correspondía a Margarita y Juana trató de que el matrimonio fuera anulado, alegando que la unión no era legítima y el Papa Inocencio III condenó el matrimonio, aunque sin llegar a anularlo formalmente. Bouchard y Margarita continuaron casados, y tuvieron 3 hijos, mientras que el conflicto con Juana se hacía cada vez más violento. Bouchard fue capturado y encarcelado en 1219. Fue liberado en 1221 con la condición de que la pareja se separara y que Bouchard obtuviera la absolución del papa. Mientras estaba en Roma, Juana convenció a Margarita para volver a casarse, esta vez con Guillermo II de Dampierre, un noble de Champaña. De este matrimonio Margarita tuvo dos hijos: Guillermo II, conde de Flandes y Guido de Dampierre. Estos hechos causaron cierto escándalo, ya que el matrimonio era posiblemente bígamo y violaba también las restricciones de la iglesia acerca de la consanguinidad. Las disputas sobre la validez de los dos matrimonios y la legitimidad de los hijos habidos se mantuvieron durante décadas, utilizándose  en la política del Sacro Imperio Romano Germánico y dando lugar a una Guerra de Sucesión.
En 1246 rey Luis IX de Francia, actuando como árbitro, otorgó los derechos de herencia sobre Flandes a los Dampierre, y los derechos sobre Henao a los Avesnes. El asunto parecía quedar resuelto, pero en 1253 los problemas surgieron de nuevo. El primogénito, Juan I de Avesnes, preocupado por sus derechos, convenció a Guillermo de Holanda, rey de Alemania reconocido por las fuerzas pro-papales, para que se apoderara de Henao y las partes de Flandes que estaban dentro de los límites del imperio. Guillermo de Holanda era teóricamente señor supremo de estos territorios, y cuñado de Juan. Esto propició el estallido de una guerra civil que terminó cuando los Avesnes derrotaron y encarcelaron a los Dampierre en la Batalla de West-Capelle de 4 de julio de 1253, después de lo cual Juan I de Avesnes obligó a Guido de Dampierre y su madre a respetar la decisión de Luis IX y concederle Henao.
Margarita no aceptó la derrota y le concedió Henao a Carlos de Anjou, el hermano del rey Luis, que acababa de regresar de la cruzada. Carlos aceptó esta concesión y entró en guerra con Juan I de Avesnes, pero no pudo tomar Valenciennes y estuvo a punto de morir en una escaramuza. Cuando Luis regresó en 1254, ratificó su decisión y ordenó a su hermano abandonar la lucha. Carlos regresó a Provenza. Tras esta segunda decisión, el conflicto se cerró y Juan I de Avesnes se aseguró en Henao. 
Durante las décadas siguientes continuaron los enfrentamientos entre Dampierres y Avesnes, que a principios del siglo XIV también habían heredado los Condados de Holanda y Zelanda.

## Condes de Flandes
- Guillermo I (r. 1247-1251), hijo de Margarita II y Guillermo II de Dampierre, conde de Flandes por Jure matris
- Guido I (r. 1251-1280 jure matris y 1280-1305 suo jure), hijo de Margarita II y Guillermo II de Dampierre, encarcelado entre 1253-1256 por Juan I de Avesnes, Guido también fue Conde de Namur a partir de 1263.
- Roberto III ("el León de Flandes") (r. 1305-1322), hijo de Guido I, conde de Flandes, por matrimonio Jure uxoris Conde de Nevers (1272-1280).
- Luis I (r. 1322-1346), nieto de Roberto III, conde de Flandes, Nevers, y Rethel (heredado de su madre Juana en 1328)
- Luis II (r. 1346-1384), hijo de Luis I, Conde de Flandes, Nevers, Rethel, Artois y Franche-Comté (heredado de su madre Margaret en 1382)
- Margarita III (r. 1384-1405), hija de Luis II, condesa de Flandes, Nevers, Rethel, Artois y Borgoña conjuntamente con su marido, Felipe II, Duque de Borgoña

### Legado
La línea principal de la Casa de Dampierre, originalmente solo condes de Flandes, consiguió heredar los condados de Nevers (1280) y Rethel (1328) mediante una inteligente política matrimonial. A través de la madre de Luis II, una hija del rey Felipe V de Francia, los condados de Artois y Borgoña (el" Franche Comté") se añadieron a esto. Estas tierras constituirían el núcleo de los dominios de la Casa de Valois-Borgoña que les proporcionarían, junto con el Ducado de Borgoña, una base de poder que les permitiría desafiar el gobierno de la dinastía Valois en el siglo XV.

## Condes de Namur
En 1263, el conde de Namur, Balduino II de Courtenay, vendió su condado a Guido I de Dampierre. Guido a su vez entregó el condado a su hijo menor Juan I, de su matrimonio con su segunda esposa Isabel de Luxemburgo. La casa Dampierre gobernaría Namur hasta 1421, cuando el condado de Namur fue vendido al duque de Borgoña, Felipe el Bueno. El último conde de Dampierre, Juan III, murió en 1429.
- Guy I, r. 1263-ido305
- Juan I, hijo de Guido I, r. 1305-1330
- Juan II, hijo de Juan I, r. 1330-1335
- Guido II, hermano de Juan II, r. 1335-1336
- Felipe III, hermano de Guido II, r. 1336-1337
- Guillermo I, hermano de Felipe III, r. 1337-1391
- Guillermo II, hijo de Guillermo I, r. 1391-1418
- Juan III, hijo de Guillermo II, r. 1418-1421

## Otros miembros
- Felipe de Chieti, conde de Chieti y Teano, hijo menor de Guido I y su primera esposa Matilda de Bethune.
- Enrique de Flandes, conde de Lodi (c. 1270–1337), hijo mayor de Guido I
- Guido de Namur, hijo menor de Guido I y su segunda esposa Isabel de Luxemburgo.
- Luis I de Nevers, conde de Nevers (r. 1280-1322) y jure uxoris conde de Rethel, hijo de Roberto III y padre de Luis I.

- Datos: Q682135
- Multimedia: House of Dampierre / Q682135